# 藤原長房
藤原 長房（ふじわら の ながふさ）は、平安時代中期から後期にかけての公卿・歌人。藤原北家中関白家、権大納言藤原経輔の子。官位は正三位・参議。

## 経歴
長房の代の頃は、中関白家の一門全体が不遇であり、長房自身も参議止まりであった。大宰大弐在任中の嘉保元年（1094年）彦山衆徒が訴訟のため蜂起して大宰府政庁に押し掛けたが、これに驚いてなす術もなかった長房は任期途中で辞職して都に逃げ帰ったため、世間から半大弐と呼ばれて笑われた。康和元年（1099年）9月病のため出家し、にわかに薨去した。享年70。後世になっても、長房の子孫は振るわなかった。
和歌を得意とし、『後拾遺和歌集』以下の勅撰集に6首入集する勅撰歌人でもある。若年の時から後冷泉天皇が催した内裏歌合などに出詠した。『袋草紙』によると、長房は常々「秀歌一首持つは歌読み、二首持つは上手、三首は有り難き事なり」と持論を語り、自身が3首の秀歌を持っていることを自慢していたという。

## 官歴
- 長久2年10月17日（1041年11月13日）　従五位下
- 長久3年10月27日（1042年12月12日） - ?　侍従
- 長久4年9月19日（1043年10月24日） - ?　右近衛権少将
- 長久5年正月7日（1044年2月8日）　従五位上
- 寛徳2年（1045年）4月 - ?　備前介
- 永承2年正月7日（1047年2月4日）　正五位下
- 永承3年4月5日（1048年5月20日） - ?　斎院長官
- 永承4年正月7日（1049年2月11日）　従四位下
- 永承5年2月2日（1050年2月25日） - ?　美作守
- 永承6年正月7日（1051年2月20日）　従四位上
- 永承6年正月27日（1051年3月12日） - ?　左近衛権少将
- 天喜2年2月3日（1054年3月14日） - ?　周防介
- 天喜5年正月7日（1057年2月13日）　正四位下
- 天喜6年正月24日（1058年2月19日） - 延久元年（1069年）12月　左京大夫
- 康平3年2月21日（1060年3月25日） - ?　備中介
- 康平4年2月28日（1061年3月22日） - ?　左近衛中将
- 康平6年4月30日（1063年5月30日）　従三位
- 治暦2年2月8日（1066年3月6日） - 延久4年（1072年）　周防権守
- 延久4年（1072年）2月 - 永保2年（1082年）6月　兵部卿
- 承保4年正月1日（1077年1月27日）　正三位
- 永保2年（1082年）6月 - 寛治6年9月7日（1092年10月10日）　大蔵卿
- 永保3年正月26日（1083年2月15日） - 承徳3年（1099年）　参議
- 永保4年正月29日（1084年3月8日） - 寛治2年（1088年）　周防権守
- 寛治3年正月29日（1089年3月13日） - 寛治6年（1092年）　播磨権守
- 寛治6年9月7日（1092年10月10日） - 寛治8年（1094年）　大宰大弐
- 嘉保3年正月（1096年） - 承徳3年（1099年）　備前権守

## 系譜
- 父：藤原経輔（1006-1081）
- 母：藤原資業の娘
- 妻：不詳
  - 男子：藤原経能
  - 男子：藤原家信
  - 男子：静仁
  - 男子：宴源
  - 男子：真願
  - 男子：叡覚